# 奇孔特佩克油田
奇孔特佩克油田是一个位于墨西哥城东北的特大型油田，发现很早，但由于石油品质的问题一直没有开采。近年来墨西哥开始说手进行开发。